# North East England
North East England (Nord estul Angliei) este una dintre cele nouă regiuni ale Angliei. 

## Diviziuni administrative
Regiunea este formată din următoarele comitate (ceremoniale și ne-metropolitate) și autorități unitare:
| Harta                     | Comitat ceremoniale                              | Comitat /Autoritate unitară                                                           | Districte                                                                |
| ------------------------- | ------------------------------------------------ | ------------------------------------------------------------------------------------- | ------------------------------------------------------------------------ |
|                           | 1. Northumberland                                | 1. Northumberland                                                                     | Blyth Valley Wansbeck Castle Morpeth Tynedale Alnwick Berwick-upon-Tweed |
| Tyne and Wear             | Tyne and Wear                                    | 2. Newcastle upon Tyne 3. Gateshead 4. North Tyneside 5. South Tyneside 6. Sunderland |                                                                          |
| County Durham             | 7. County Durham                                 | Durham Easington Sedgefield Teesdale Wear Valley Derwentside Chester-le-Street        |                                                                          |
| County Durham             | 8. Darlington                                    |                                                                                       |                                                                          |
| County Durham             | 9. Stockton-on-Tess (parțial în North Yorkshire) |                                                                                       |                                                                          |
| County Durham             | 10. Hartlepool                                   |                                                                                       |                                                                          |
| North Yorkshire (parțial) | 11. Redcar and Cleveland                         | 11. Redcar and Cleveland                                                              |                                                                          |
| North Yorkshire (parțial) | 12. Middlesbrough                                |                                                                                       |                                                                          |